# Godefroy de Blonay

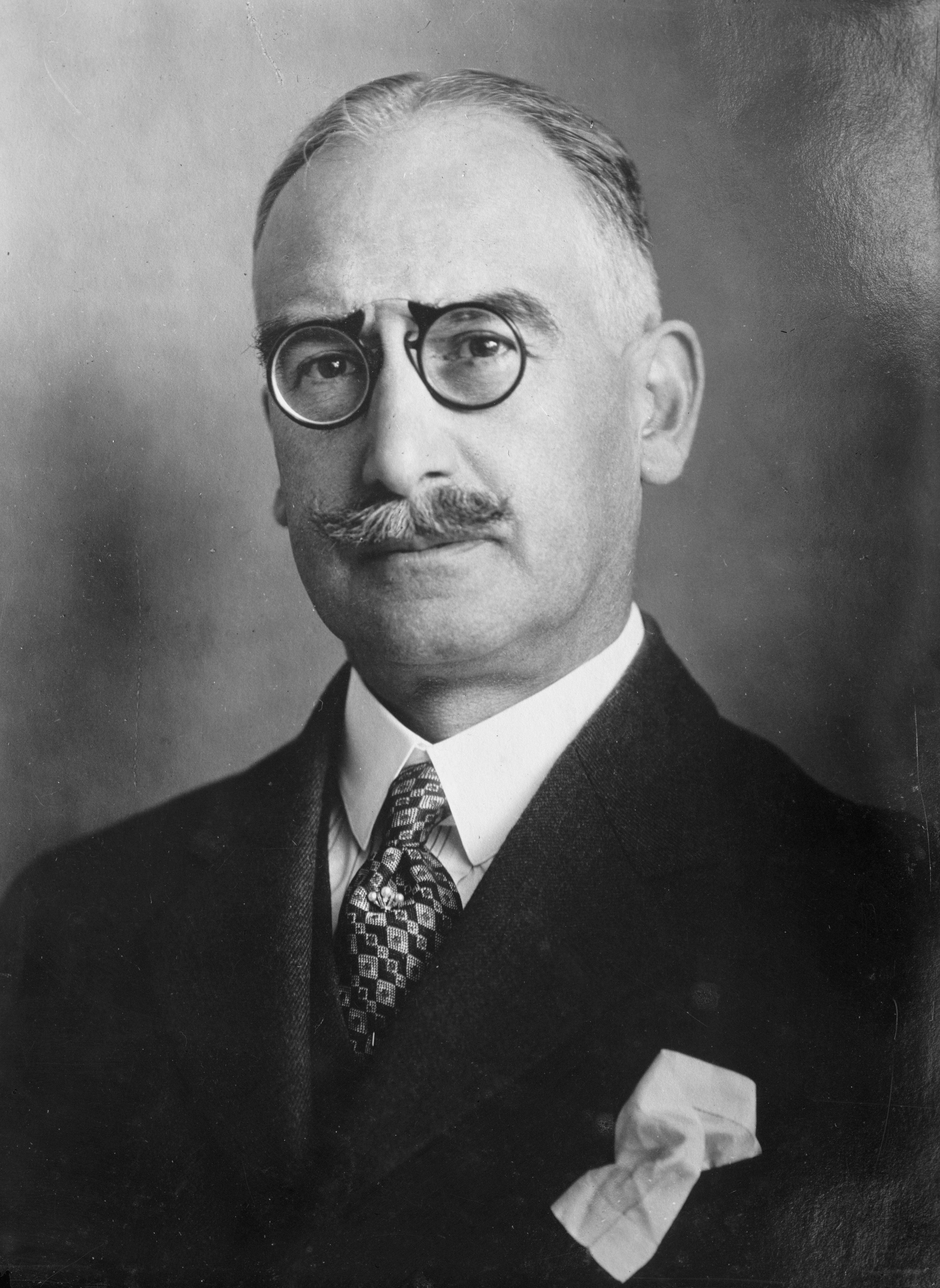

Godefroy de Blonay (Niederschönthal, 25 juli 1869 - Biskra, 14 februari 1937) was een Zwitsers baron.
Vanaf 1899 was hij het eerste Zwitserse lid van het Internationaal Olympisch Comité (IOC) waar hij tot zijn dood lid van was. Baron de Blonay wordt beschouwd als de eerste vertrouweling van IOC voorzitter Pierre de Coubertin. Toen Coubertin bij het Franse leger ging in 1916, werd Blonay plaatsvervangend voorzitter van het IOC.
In 1912 was Blonay een van de oprichters van het Zwitsers Olympisch Comité en van 1912 tot 1915 was hij de eerste voorzitter, onder Pierre de Coubertin.
Demetrius Vikelas (Griekenland, 1894-1896) · Pierre de Coubertin (Frankrijk, 1896-1925) · Godefroy de Blonay (Zwitserland, 1916-1919) · Henri de Baillet Latour (België, 1925-1942) · Sigfrid Edström (Zweden, 1942-1952) · Avery Brundage (Verenigde Staten, 1952-1972) · Lord Killanin (Ierland, 1972-1980) · Juan Antonio Samaranch (Spanje, 1980-2001) · Jacques Rogge (België, 2001-2013) · Thomas Bach (Duitsland, 2013-heden)
- Base de données des élites suisses: 51554
- Biblioteca Nacional de España: XX1774430
- Bibliothèque nationale de France: cb12990303q (data)
- Gemeinsame Normdatei: 1054537623
- Historisch woordenboek van Zwitserland: 013981
- International Standard Name Identifier: 0000 0001 1129 9384
- Library of Congress Control Number: n2018069186
- Nederlandse Thesaurus van Auteursnamen: 208157743
- Système universitaire de documentation: 033473714
- Virtual International Authority File: 51823174
- WorldCat: E39PBJmXH7FB4fJrWkdbQxwpyd